# پیش از اینکه کوه جابه‌جا شود
پیش از اینکه کوه جابه‌جا شود (به انگلیسی: Before the Mountain Was Moved) یک فیلم مستند آمریکایی محصول سال ۱۹۷۰ است که به‌دست رابرت کی شارپ تهیه شده‌است. این فیلم تلاش ساکنان شهرستان رالی برای نگه‌داری زمین از ویرانی برون‌آوری معادن، و تلاش آنها برای برنهادن قوانین ایالتی با این نگرش را به تصویر می‌کشد. فیلم نامزد جایزه اسکار بهترین فیلم مستند بلند شد.